# معدل خطأ البت

عادة ما يأخذ معدل خطأ الإشارة شكل الشلال.

معدل خطأ البت (بالإنجليزية: Bit error rate)‏ في هندسة الاتصالات مقياس لعدد الأخطاء في أي منظومة رقمية لتناقل البيانات. وهو باختصار نسبة عدد الأخطاء الحاصلة إلى العدد الكلي للشارات المرسلة. فكلما قلت نسبة الأخطاء تحسن أداء المنظومة والعكس بالعكس. وتتأثر الإشارة حين انتقالها بعدة منغصات منها التشويه والتداخل وضعف التزامن وأخيرا التشويش.
ويتغير معدل الأخطاء مع تغير نظام الإبراق فأقل الأنظمة تعرضا للأخطاء نظام إبراق إزاحة الطور الثنائي والرباعي كما يظهر في الصورة أعلاه.

## طالع
- رصد الأخطاء
- رصد الأخطاء وتصحيحها